# Liste der Naturdenkmale in Elsoff (Westerwald)
Die Liste der Naturdenkmale in Elsoff (Westerwald) nennt die im Gemeindegebiet von Elsoff (Westerwald) ausgewiesenen Naturdenkmale (Stand 13. Juni 2024).

## Naturdenkmale
| Nr.         | Bezeichnung               | Lage                                             | Beschreibung  | Bild            |
| ----------- | ------------------------- | ------------------------------------------------ | ------------- | --------------- |
| ND-7143-470 | Winterlinde am Lasterbach | Mittelhofen, Hüblinger Straße, hinter Nr. 3 Lage | Tilia cordata | Fotos hochladen |